# بوب واتكينز
بوب واتكينز (بالإنجليزية: Bob Watkins)‏ هو لاعب كرة قاعدة أمريكي، ولد في 12 مارس 1948 في سان فرانسيسكو في الولايات المتحدة.

## وصلات خارجية
- بوب واتكينز على موقعبيزبول رفرنس.كوم (الدوري الرئيسي) (الإنجليزية)